# 白石敏夫
白石 敏夫（しらいし としお、1910年（明治43年）4月2日 - 1995年（平成7年）11月5日）は、日本の政治家。埼玉県三郷市長（初代 - 第3代）。

## 来歴
埼玉県北葛飾郡八木郷村（のち東和村、現・三郷市）出身。1935年、報知新聞社に入る。その後、満州国に渡り、満州国協和会中央本部に勤務する。間もなく帰国し、1943年、東和村会議員となる。議員を一時辞めて、出版業に従事する。
1957年、三郷村議会議員となり、のち同村助役に就任する。
1967年、三郷町長に当選、 町長2期目の1972年、三郷町の単独市制施行により、 初代の三郷市長となる。1975年、初めての市長選挙で再選（通算3選・4期）。1979年で3選（通算4選・5期）。市長3期目途中の1982年に病気のため市長を退任した。1995年に死去した。